# Stationaire economie

Diagram van een economisch systeem ingebed in de biosfeer.

Een stationaire economie is een economie met een constante voorraad van fysiek kapitaal en een constante populatiegrootte, die niet groeit doorheen de tijd. Normaal verwijst deze term naar de nationale economie van een bepaald land, maar ze kan ook toegepast worden op het economische systeem van een stad, een regio, of de hele wereld. In de 18e eeuw ontwikkelde de klassieke econoom Adam Smith het concept van een stationaire staat van een economie. Hij geloofde dat elke nationale economie uiteindelijk zou stabiliseren in een finale, stationaire staat. 
Sinds de jaren 70 wordt het concept van een stationaire economie vooral geassocieerd met het werk van de ecologische econoom Herman Daly. Daly's concept van een stabiele staat omvat de ecologische analyse van natuurlijke grondstofstromen doorheen de economie, en verschilt dus van het klassieke concept van een stationaire staat. Daly politieke interventie voor om een stationaire economie te bereiken door het opleggen van permanente restricties op alle soorten grondstofgebruik. Klassieke economen daarentegen geloofden dat een economie uit zichzelf zou evolueren naar de finale stationaire staat, zonder interventie van overheden. 
Door de opstapelende ecologische problemen in de wereld is er een groeiende interesse in het concept van een stationaire economie. Critici van de stationaire economie beargumenteren meestal dat ontkoppeling van grondstofgebruik, technologische vooruitgang, en marktmechanismes in staat zijn om grondstoffenschaarste, vervuiling en overbevolking op te lossen. Voorstanders van de stationaire economie pleiten daarentegen dat deze argumenten niet voldoende onderbouwd zijn, en dat de nood voor een stationaire economie steeds sterker wordt.
Een stationaire economie is niet hetzelfde als economische stagnatie. Een stationaire economie wordt bereikt door bewuste politieke actie, terwijl economische stagnatie een onverwachte en ongewenste storing is in een groeigerichte economie.

## Definitie
Sinds de jaren 70 wordt het concept van een stationaire economie vooral geassocieerd met het werk van de ecologische econoom Herman Daly. Daly definieert een stationaire economie als een economisch systeem dat bestaat uit een constante voorraad van fysiek kapitaal een constante bevolkingsgrootte, waarbij beide onderhouden worden door een doorstroom van natuurlijke grondstoffen doorheen het systeem. Het concept van constante voorraden is vergelijkbaar met het concept van de stationaire staat, oorspronkelijk gebruikt in klassieke economie. De doorstroom van grondstoffen is een nieuwe ecologische component, die de dag van vandaag ook gebruikt wordt in het vakgebied ecologische economie. De duurzaamheid van beide voorraden moet gemaximaliseerd worden. Hoe duurzamer de kapitaalvoorraad is, hoe kleiner de grondstoffenstroom die nodig is om de voorraad op peil te houden. Daarnaast betekent een 'duurzame' populatie een populatie met een hoge levensverwachting, ondersteund door een laag geboorte- en sterftecijfer. Samen bekeken vertaalt een hogere duurzaamheid zich in een lager grondstoffenverbruik en dus een betere ecologie van het volledige systeem.
Het idee van een stationaire economie is gebaseerd op de visie dat de menselijke economie een open subsysteem is dat ingebed zit in een beperkt natuurlijk milieu met schaarse grondstoffen en fragiele ecosystemen. De economie wordt in stand gehouden door een constante, onomkeerbare stroom van waardevolle natuurlijke grondstoffen aan de invoerzijde en van waardeloze afval en vervuiling aan de uitvoerzijde. Een subsysteem van een eindig, niet groeiend systeem moet zelf op een bepaald moment ook stoppen met groeien en zichzelf in stand houden in een stationaire staat. Deze visie staat lijnrecht tegenover de heersende visie van neoklassieke economie,  waar de economie voorgesteld wordt als een geïsoleerde en circulaire kringloop met goederen en diensten die eindeloos worden uitgewisseld tussen bedrijven en huishoudens, zonder fysiek contact met de natuurlijke ecosystemen.

### Beleidsimplicaties
Daly stelt verschillende strategieën voor om een stationaire economie te bereiken. De eerste strategie is het beperken van de doorstroom van materialen en energie, door quota op materiaalverbruik en een ecologische belastinghervorming. Door belasting te heffen op grondstoffen (in plaats van op toegevoegde waarde) zullen grondstofprijzen stijgen, wat een drijfveer is om te besparen op materiaalverbruik. Een quota op materiaalverbruik verkleint ook het risico op rebound effecten. Een tweede strategie is het afschaffen van fractioneel bankieren, waardoor commerciële banken geen geld meer kunnen creëren door geld uit te lenen. Hierdoor zou de financiële sector zuiniger moeten omgaan met haar middelen en verkleint het risico op speculatie. Een derde strategie is het beperken van populatiegroei door het vrij beschikbaar maken van anticonceptiemiddelen voor iedereen.